# Dallas Records
Далас рекордс (Dallas Records) је хрватска дискографска кућа. Основана је 1987. године у Словенији. Власник је Горан Лисица — Фокс, музички продуцент и менаџер који је каријеру започео седамдесетих година као музички новинар. Неки од певача и група чије песме и остало издаје Далас рекордс су:
- Плави оркестар
- Северина Вучковић
- Џибони
- Данијела Мартиновић
- Дорис Драговић
- Лет 3
- Нено Белан